# Салех, Мустафа ульд Мухаммед
Мустафа ульд Мухаммед Салех (араб. المصطفى ولد محمد السالك‎, фр. Moustapha Ould Mohamed Saleck; 1936, Киффа, Ассаба, Французская Западная Африка — 18 декабря 2012) — мавританский военный и государственный деятель, председатель Военного Комитета национального возрождения Мавритании (с 6 апреля 1979 года), президент Исламской Республики Мавритании (с 20 марта 1979 года именовался как «глава Государства») с 10 июля 1978 по 6 апреля 1979 года, полковник.

## Биография
Получил педагогическое образование в Дакаре. После провозглашения независимости Мавритании в 1960 году — на армейской службе.
- 1968—1969 гг. — начальник генерального штаба, прошел военную подготовку во Франции,
- 1970—1978 гг. — губернатор нескольких городов, в частности, города Атар к северо-востоку от Нуакшота,
- марте-июль 1978 гг. — вновь начальник генерального штаба. В июле 1978 г. осуществил бескровный переворот и сверг президента Моктара ульд Дадда, с которым у него возникли серьезные разногласия из-за участия Мавритании в конфликте в Западной Сахаре.
- 1978—1979 гг. — президент Исламской Республики Мавритании, при этом его должность переименовывали в «главу» африканского государства. Затем занял пост председателя Военного Комитета национального возрождения Мавритании. В июне 1979 года был свергнут в результате бескровного военного переворота.

В 1981—1984 годах находился в тюремном заключении. В 1992 году неудачно баллотировался на президентских выборах, получив лишь 4,25 % голосов. Однако сами выборы считаются крайне непрозрачными. Справедливость голосования в целом оценивалась довольно низко.